# 三ノ宮村
三ノ宮村（さんのみやむら）は、京都府船井郡にあった村。現在の京丹波町の南西部、国道173号の沿線にあたる。

## 地理
- 山岳：五条山、三峠山

## 歴史
- 1889年（明治22年）4月1日 - 町村制の施行により、三ノ宮村・戸津川村・質志村・妙楽寺村・猪鼻村・水呑村・粟野村・保井谷村の区域をもって発足。
- 1951年（昭和26年）4月1日 - 檜山村・梅田村・質美村と合併して瑞穂村が発足。同日三ノ宮村廃止。

## 交通

### 道路
- 綾部街道（現・国道173号）

現在は旧村域を丹波綾部道路が通過するが、当時は未開通。